# Смолянець Іван Макарович
Іван Макарович Смолянець (24 лютого 1925, Княжики — 19 травня 2017) — український майстер художньої обробки дерева; член Спілки радянських художників України з 1961 року.

## Біографія
Народився 24 лютого 1925 року в селі Княжиках (нині Уманський район Черкаської області, Україна). 1955 року закінчив Косівське училище прикладного мистецтва, де навчався у Василя Довбенчука, Володимира Гуза, Івана Савченка.
Працював у Чернівецькому ремісничому училищі № 5 майстром виробничого навчання; у Львівському товаристві художників різьбярем; очолював цех Вінницької меблевої фабрики; був творчим майстром, організатором, а пізніше обіймав посаду директора Косівських художньо-виробничих майстерень; обіймав посаду головного художника виробничо-художнього об'єднання «Гуцульщина» у Косові; завідував виробництвом Косівської філії Республіканського товариства з охорони пам'яток культури; працював творчим майстром художньо-виробничого комбінату; головою ревізійної комісії Косівської регіональної організації Спілки художників України.
Мешкав у Косові в будинку на вулиці Котовського, № 18. Помер 19 травня 2017 року.

## Творчість
Працював у галузі художнього різьблення по дереву: виготовляв альбоми, бочівки, кубки, миски, плакетки, портрети, прикраси, рахви, скриньки, тарелі тощо; оформляв інтер'єри приміщень у гуцульському стилі. Серед робіт:
- блюдо «300 років возз'єднання України з Росією» (1954);
- обкладинка альбому «Фестиваль молоді УРСР» (1957);
- декоративна тарілка (1960);
- жіночі прикраси (1963);
- ансамбль декоративних статуеток «Гуцульський народний хор» (1963);
- панно «Щаслива» (1964).

Спроєктував та оформив інтер'єр ресторану «Гуцульщина» у Яремчі (у співавторстві).
Брав участь у республіканських виставках з 1954 року, всесоюзних — з 1957 року, зарубіжних — з 1956 року.
Роботи майстра зберігаються в багатьох музеях України та за кордоном. В колекції Національного музею народного мистецтва Гуцульщини та Покуття імені Йосафата Кобринського у Коломиї зберігаються його 4 твори.